# SpaceX CRS-3
SpaceX CRS-3 eller SpX-3 var en flygningen av företaget SpaceX:s rymdfarkost Dragon. Farkosten sköts upp med en Falcon 9-raket den 18 april 2014 och dockades med Internationella rymdstationen den 20 april. Farkosten levererade olika typer av förnödenheter till rymdstationen och lastades sedan med prover och utrustning som återfördes till jorden.
Med ombord fanns High Definition Earth Viewing cameras, en uppsättning kameror som tar högupplösta bilder av jorden. Där fanns även Optical Payload for Lasercomm Science, en optisk kommunikationslänk.
Farkosten lämnade rymdstationen den 18 maj 2014, några timmar senare återinträdde den i jordens atmosfär och landade i Stilla havet.

### Fotnoter
1. ↑  ”NASA Space Science Data Coordinated Archive” (på engelska). NASA. https://nssdc.gsfc.nasa.gov/nmc/spacecraft/display.action?id=2014-022A. Läst 2 mars 2020.
2. ↑  Manned Astronautics - Figures & Facts Arkiverad 4 mars 2016 hämtat från the Wayback Machine., läst 23 juli 2016.